# Štefan Marko Daxner
Štefan Marko Daxner (ur. 22 grudnia 1822 w Tisovcu, zm. 11 kwietnia 1892 tamże) – słowacki prawnik, publicysta, działacz narodowy i polityk, zaliczany do tzw. generacji szturowców.

## Życiorys
Był m.in. inicjatorem zwołania narodowego zgromadzenia Słowaków w Liptowskim Mikułaszu w 1848 i współtwórcą przedstawionych wówczas „Żądań Narodu Słowackiego” (słow. Žiadostí slovenského národa), a także inicjatorem Słowackiego Zgromadzenia Narodowego (Slovenské národné zhromaždenie) w Martinie w 1861 oraz autorem ogłoszonego wówczas „Memorandum Narodu Słowackiego” (słow. Memorandum národa slovenského).
Pochowany jest na słowackim Cmentarzu Narodowym w Martinie.